# Fuente Palmera
Fuente Palmera è un comune spagnolo di 9 826 abitanti situato nella comunità autonoma dell'Andalusia.

## Geografia fisica
Nella parte settentrionale scorre il Guadalquivir.